# Iitoyo
Iitoyo (飯豊青皇女, Princesse-Iitoyo, 440-484) était une princesse impériale japonaise et vraisemblablement aussi une impératrice régnante. Elle fut, selon la légende traditionnelle, monarque pendant une courte période entre l'empereur Seinei et l'empereur Kenzō. Elle est appelée « Impératrice [Regnante] Iitoyo » (飯豊天皇, Iitoyo-tennō) dans le Fusō Ryakuki et le Honchō Kōin Jōun-roku (ja), récits du XIIe siècle et du XVe siècle respectivement.

## Ascendance
La princesse Iitoyo, comme l'empereur régnant Kenzō ( Prince Oke ; règne 485-487) et Ninken (Prince Ōke ; règne 488-498) descendraient du 17e empereur Richū (règne 400-405). Le degré exact de cette relation est montré différemment dans les premières chroniques du VIIIe siècle :
D'après le Kojiki datant de 712, Iitoyo était la sœur cadette du prince impérial Ichinobe-no Oshiwa et donc la fille de l'empereur Richū et la tante des princes Ōke et Oke.
En revanche, selon le Nihon shoki datant de 720, Iitoyo était la fille du prince et de son épouse Hayehime, ce qui en fait la sœur d'Ōke et Oke et, comme les deux, une petite-fille de l'empereur Richū.

## Régence et règne
Selon les chroniques mentionnées, après la mort du 20e empereur Ankō (règne vraisemblablement entre 453 et 456), son frère assassina tous les rivaux qui pouvaient revendiquer le trône, puis régna en tant que 21e empereur Yūryaku (règne vraisemblablement entre 456 et 479). Ses victimes comprenaient surtout son cousin le prince Ichinobe no Oshiwa, qui était le fils aîné et prince héritier de l'empereur Richū. On apprend que les fils d'Oshiwa, Ōke et Oke, ont fui vers la province après son meurtre, mais il n'y a aucune information sur leur tante (sœur, selon le Nihon shoki ) Iitoyo durant cette période.
Iitoyo apparaît dans les chroniques pour la première fois dans l'histoire du 22e empereur Seinei (règne vraisemblablement entre 479 et 484), fils et successeur de l'empereur Yūryaku. Seinei n'avait ni enfants ni parents proches. Les princes Ōke et Oke se cachaient, il fallut donc rechercher un autre héritier au trône issu de la lignée de la déesse du soleil Amaterasu.

Selon le Kojiki, cette recherche s'est terminée par la découverte de la princesse Iitoyo au palais Tsunusashi, à Oshinumi, à Kazuragi. Elle semble alors avoir pris la relève en tant que régente jusqu'à ce que Wodate, le gouverneur de la province de Harima, envoie un message à la capitale après sa découverte des princes Ōke et Oke. Iitoyo donne alors l'ordre de lui amener ses neveux au palais, où elle remettra vraisemblablement le pouvoir à Ōke.

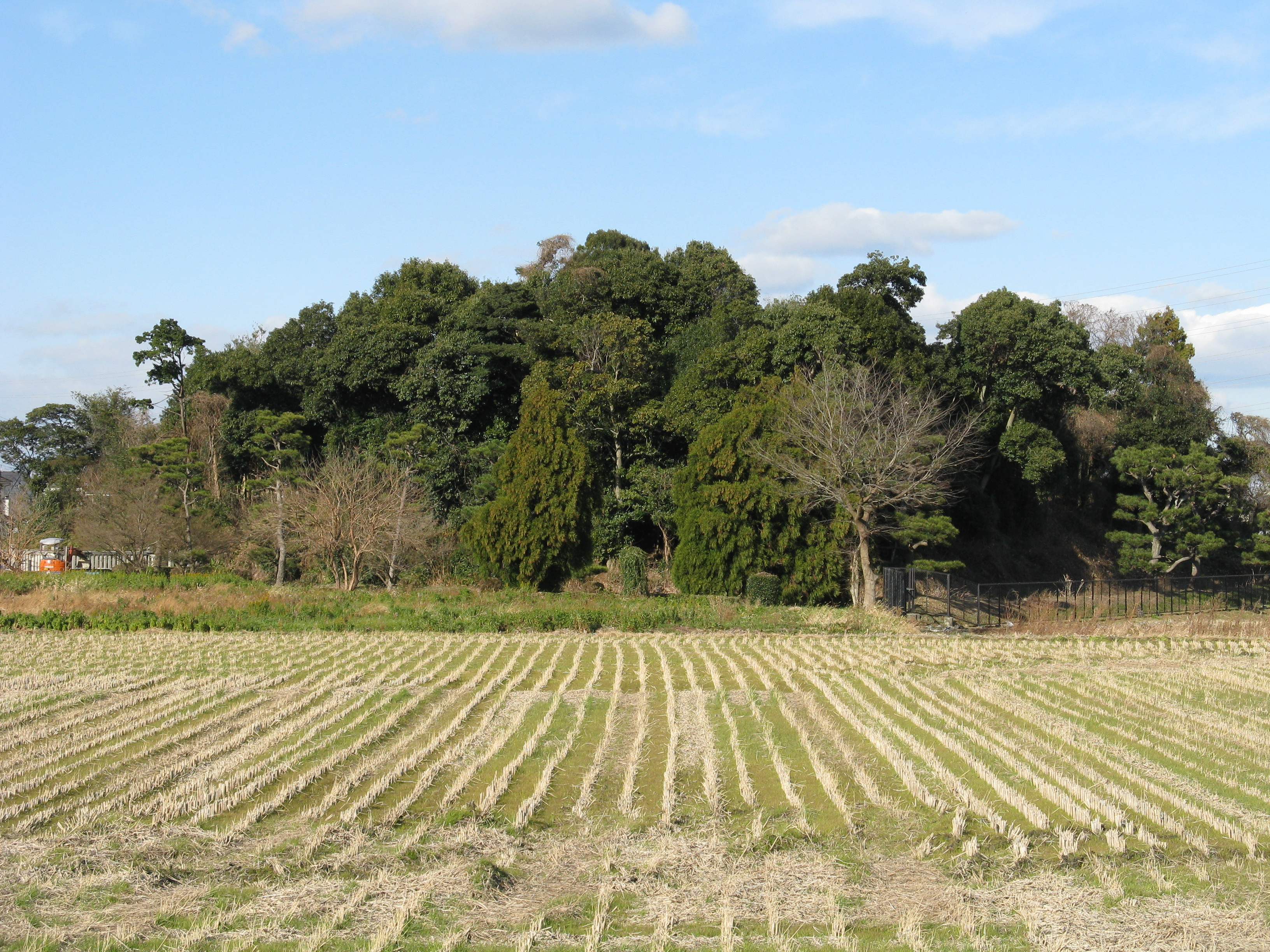
Tombeau d'Iitoyo.

Le déroulement de ces événements est présenté de manière quelque peu différente dans le Nihon Shoki. Les princes sont retrouvés avant la mort de l'empereur Seinei, afin qu'il puisse élever lui-même l'aîné Ōke au rang de prince héritier et Oke au rang de prince impérial. Iitoyo est brièvement mentionné ici pour la première fois dans le récit de l'empereur Kenzo. Les princes, après la mort de Seinei, ne peuvent se mettre d'accord sur celui qui succédera, puisque chacun veut céder le trône à l'autre. Au cours de l'interrègne qui en résulte, Iitoyo récupère le trône et règne sur le pays depuis le palais Tsunuzashi à Oshinomi. Elle s'est donné le titre d'Oshinomi no Ihitoyo no Awo no Mikoto. Après onze mois de l'hiver de la même année, elle est décédée et fut enterrée dans un lieu funéraire (misasagi) sur le mont Haniguchi à Katsuraki.

## Réception
Après l'impératrice Jingū, la princesse Iitoyo est la deuxième femme décrite dans les chroniques comme ayant gouverné le pays pendant une certaine période. Mais elle n'est généralement pas reconnue comme une impératrice régnante par les historiens et elle n'apparaît pas sur les listes officielles des empereurs japonais. Dans l'ouvrage historique japonais Gukanshō de 1219, écrit par le moine bouddhiste Jien, Iitoyo était l'impératrice régnante, sur la base de l'explication :
« Comme les deux frères voulaient absolument laisser l'autre passer en premier, au cours du deuxième mois de l'année de la mort de Seine, leur jeune sœur, succéda au trône en tant qu'impératrice régnante. Mais elle est elle-même décédée à 12 mois [ndlr : ailleurs 11 mois] de la même année. C'est peut-être la raison pour laquelle nous ne trouvons pas leur règne dans les Chroniques Impériales habituelles et pourquoi nous ne savons rien d'eux. Elle s'appelait l'impératrice Iitoyo et on dit que les plans de Kinoe du cycle de 60 ans avaient prévalu.(Puisque les deux frères s'en remettaient inflexiblement l'un à l'autre, leur jeune sœur suivit Seine sur le trône comme impératrice régnante le deuxième mois de l'année où mourut Seine. Mais elle mourut elle-même le 12ème mois de cette même année. C'est peut-être pour cela que son règne n'est pas répertorié dans les chronologies impériales ordinaires et que les gens ne savent rien d'elle. Elle s'appelait impératrice Iitoyo et on dit que son règne était dans l'année kinoe-ne du cycle sexgénaire). »

 - Jien : Gukanshō
Inscription d'Iitoyo en tant qu'impératrice Tsunuzashi dans la liste des empereurs par Ernest Mason Satow, Tables chronologiques japonaises, 1874.

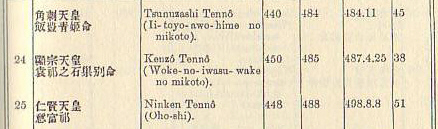
Entrée d'Iitoyo en tant qu'impératrice Tsunuzashi dans la liste Tennō (liste d'empereurs) par Ernest Mason Satow, Tables chronologiques japonaises, 1874.

Même après la traduction de Nihon Ōdai Ichiran par Isaac Titsingh, écrite en 1625, Iitoyo n'était pas comptée parmi les tennō officiels parce qu'elle avait régné pendant moins de dix mois, mais elle avait reçu un nom impérial à titre posthume après sa mort (japonais : 飯豊天皇, Impératrice Iitoyo ). Iitoyo porte également d'autre noms d'impératrice à titre posthume (Okurina) tels que l'impératrice Pagei et l'impératrice Tsunuzachi, également reconnue comme impératrice souveraine à diverses occasions, pour lesquelles des informations peuvent également être trouvées dans le Nihon Shoki. S'il existe un terme pour sa mort bō est utilisé, qui est par ailleurs réservé exclusivement aux empereurs.
Les historiens ont diverses théories sur leur règne : Iitoyo, selon l'une d'entre elles, pourrait être identique à la reine Toyo, successeuse d'Himiko, qui règna sur Yamatai. L'historien Shinobu Orikuchi la considère comme la première impératrice régnante de l'histoire du Japon, qui combine les rôles de chaman et de souveraine. Mitakō Mihoo, quant à lui, estime qu'Iitoyo était une dirigeante rivale à l'époque du 26e empereur Keitai (règne traditionnellement de 507 à 531) avant qu'il ne devienne le dirigeant d'un Yamato unifié. Mizuno Yū soutient même que les empereurs Seinei, Kenzō et Ninken n'existaient pas du tout et qu'Iitoyo a régné après l'empereur Yūryaku pendant 15 ans.

## Sources
- Kojiki → Basil Hall Chamberlain : A Translation of the « Ko-ji-ki » ou « Records of Ancient Matters », lu devant la Société asiatique du Japon les 12 avril, 10 mai et 21 juin 1882 ; Réimprimé en mai 1919.
- Nihonshoki → William George Aston : Nihongi : Chroniques du Japon depuis les temps les plus reculés jusqu'à 697 apr. J.-C., Vol. 1, Londres : The Japan Society 1896.
- Gukanshō → Delmer M. Brown, Ichirō Ishida : The Future and the Past : une traduction et une étude du Gukanshō, une histoire interprétative du Japon écrite en 1219, University of California Press 1979.
- Nihon Ōdai Ichiran → Isaac Titsingh (éd.) : Nipon o daï itsi ran ou Annales des empereurs du Japon. ; Traduction française par Hayashi Gahō : Nihon Ōdai Ichiran, 1652 ; Paris : Fonds de traduction orientale de Grande-Bretagne et d'Irlande en 1834. p. 29
- Louis-Frédéric (traduit par Käthe Roth) : Japan Encyclopedia, Harvard University Press 2005.
- Ernest Mason Satow : Tables chronologiques japonaises (et al.), réimprimé par Yedo 1874, Bristol : Ganesha 1998.
- Ben-Ami Shillony : Enigme des empereurs : la servitude sacrée dans l'histoire japonaise, Global Oriental 2005.
- Joan R. Piggott : Chieftain Pairs and Corulers: Female Sovereignty in Early Japan, dans : Hitomi Tonomura, Anne Walthall, Wakita Haruko (éd.) : Woman and Class in Japanese History, Michigan Monograph Series in Japahese Studies, n° 25, Ann Arbour : Centre d'études japonaises, Université du Michigan